# غريس غمبرلينغ
كانت غريس ثورب غمبرلينغ (31 يوليو 1903 – 26 ديسمبر 1997) فنانة أمريكية اشتهرت بتطرقها لمجموعة واسعة من الموضوعات في لوحاتها ذات التأثير النفسي والجمالي الواضح. وصف أحد النقاد لوحاتها بأنها نقلت مزاجًا «سماويًا جريئًا وملتزمًا». ووصف آخرٌ أعمالها بأنها أظهرت «يدًا منضبطة وعينًأ رومانسية» مع «إحساس ساحر بالألوان». اشتهرت غمبرلينغ بمهارتها بالتعامل مع التفاصيل واستخدامها الناجح للخطوط ومجموعات الألوان، وقيل إنها ترسم بأسلوب حداثي بعيد عن التجريد. وصفها زميل لها سبق أن تتلمذت على يده بأنها «أفضل رسامة في فيلادلفيا خلال عشرينات وثلاثينيات القرن العشرين».

## حياتها المبكرة والتدريب
ولدت غمبرلينغ وترعرعت في فيلادلفيا وعاشت أيضًا في مزرعة امتلكتها عائلتها في منطقة سيلينسغروف بولاية بنسلفانيا في الولايات المتحدة الأمريكية. طورت مهاراتها الفنية عندما كانت في مدرسة الأصدقاء المركزية. بتشجيع من والديها، التحقت غمبرلينغ بأكاديمية بنسلفانيا للفنون الجميلة في عام 1920، وتتلمذت، خلال السنوات الثلاث اللاحقة، على يد كل من دانيال جاربر وهيو بريكينريدج وآرثر بيتشر كارلز. كانت غمبرلينغ تلميذة واعدة، وحازت على منحة كريسون للسفر في عامي 1923 و1924.

## الحياة المهنية
بدأت مسيرة غمبرلينغ المهنية بصفتها فنانة محترفة بعد عودتها من جولتها الأوروبية في عام 1924 واتخاذها قرارًا بعدم الاستمرار في أكاديمية بنسلفانيا للفنون الجميلة. عندما عرضت غمبرلينغ لوحاتها في معرض نادي فيلادلفيا للفنون المائية في عام 1926، وصفها أحد النقاد بال «رائعة». وفي وقت لاحق من العام نفسه، عندما عرضت لوحاتها في النادي البلاستيكي، أثنى الناقد نفسه على إحدى لوحاتها «لوحة آنا روث» واصفًا إياها بأنها «عفوية بأناقة». بعد ذلك، ظهرت لوحات غمبرلينغ في العديد من معارض فيلادلفيا وغالبًا ما كانت تتلقى ردود فعل إيجابية. اعتبارًا من عام 1930، عُرضت لوحات غمبرلينغ في مواقع أخرى في الساحل الشرقي بما في ذلك معرض كوركوران بينيال للفنون عام 1930، ومعارض العاصمة واشنطن في عام 1935؛ والصالونات الامريكية ومعارض الرابطة الوطنية للرسامات والنحاتات في نيويورك في عام 1932، والمعارض التي أقامتها جمعية الساحل الشمالي للفنون في مدينة غلوستر بولاية ماساتشوستس الأمريكية في عامي 1932 و1933.
أنا أرسم للتعبير عن بعض الاستجابات الشخصية وهدفي أعمق من مجرد القشرة الخارجية. لا أحاول أن أحاور العواطف فقط من خلال الألوان، وإنما أسعى للتواصل مع العقل من خلال التصميم والموضوع.
مقابلة لغريس غمبرلينغ نُشرت في صحيفة مين لاين دايلي تايمز اليومية (في أردمور، بنسلفانيا عام 1933)، واقتبس هذا الجزء من المقابلة في الملف التعريفي للفنانة غريس غمبرلينغ كيست (في معرض إتش إل شالفانت، ]تأسس حوالي عام 2006 [).

### النمط الفني
خلال مسيرتها المهنية، لاحظ النقاد تعامل غمبرلينغ الناجح مع الألوان ومهاراتها بالتصميم والتنفيذ. خص النقاد بعض لوحات غمبرلينغ بالنقاش. حول لوحة «أوتاكار سيفيك»، كتب سي اتش بونيت من جريدة فيلادلفيا انكوايرر: «يعد تصميم غريس غمبرلينغ للبروفيسور أوتاكار سيفيك (1852-1936) ابتكارًا للحياة والسحر ووقار الألوان مشكلًا صورة كاملة». كتب إدوارد ألدن جويل من صحيفة نيويورك تايمز حول لوحة المنتزه الترفيهي: «بدت الفتيات اليافعات في لوحة المنتزه الترفيهي لغريس غمبرلينغ متوترات تمامًا كما يظهرن عادة. أولئك الذين يربطون إعجابهم بالموضوع بشكل حصري، سيبتعدون بلا شك عن بطلات لوحة المنتزه المحبطات، لكن الحكيم لا يمكن أن يفشل في تقدير براعة هذه الفنانة بتشكيل الصورة».

في مراجعة لوحة منظر طبيعي من دون عنوان، كتب سكوت تشالفونت في كتيب المعرض: «تعد هذه اللوحة تجسيدًا لأفضل مواهب غيمبرلينغ، تأخذ فيها المشهد العادي وتجعله خاصًا بها. من الأشجار الناعمة إلى السماء المظلمة والمنازل النابضة بالحياة، تخلق تناقضاتها لوحة جذابة». في عام 1938، كتب أحد النقاد: 
«إن إبداع غريس غمبرلينغ فريد من نوعه وشخصي للغاية، مع ذلك هناك تنوع غير عادي في لوحاتها. يعد إظهار الفنانة للمنازل البالية بالألوان أمرًا فريدًا من نوعه، وما من شيء نفضله أكثر من التناغم اللطيف والمثمر بين الخطوط وكتل الألوان، ويضاف إلى ذلك قدرتها على التحكم بالتفاصيل. قد تُملأ لوحاتها القماشية برسوم فرعية أو عدة موضوعات تصويرية دون أي تشويش على الإطلاق. إن غريس غمبرلينغ هي واحدة من أهم الرسامين الواعدين في فيلادلفيا». 